# Російський музей лісу
Російський музей лісу(рос. Российский музей леса) — федеральний, бюджетний і просвітницький заклад в місті Москва, пропагандистський за характером відділ Федерального агентства лісового господарства Росії.

## Необхідність закладу
Московія і Росія як держави історично розміщались на територіях, багатих лісами. Колоніальні захоплення земель в Сибіру зробили державу володаркою найбільших лісових масивів в Євразії. Будівельний ліс на століття стане експортним товаром держави і зробить її сировинним придатком інших держав.
Усвідомлення значної біологічної і господарської ролі російських лісів йшло довго, повільно і набуло значення лише в 19 ст., стало предметом і проблемою розгляду російських письменників та згодом — науковців.
Хижацьке використання лісових масивів карною системою ГУЛАГ за часів Сталіна в СРСР лише прискорило процеси деградації та знеліснення в 20 ст. на російських територіях.
Наявність значних залишків лісів в Росії, що навернута з 1991 року до системи капіталістичного господарювання, зробила російські ліси важливим елементом екологічної системи в планетарному масштабі.
З нагоди 200-річчя з дня заснування Лісового Департаменту в Росії в місті Москва 1998 року  засновано Російський музей лісу. Мета музейного закладу — пропаганда знань в галузі охорони, раціонального використання та відновлення лісів  (російською  «пропаганда знаний в области охраны, рационального использования и воспроизводства лесов» . )

## Приміщення
В московській місцині з назвою Монетчики на цьому місті були залишки споруди 19 ст., що постраждала від пожежі. Коштом замовника на цих підмурках вибудували нове приміщення при збереженні фасадів колишньої історичної споруди. Нове приміщення з новим розплануванням і віддали під новостворений музейний заклад — Російський музей лісу.

## Фонди
Відносно молодий музейний заклад на зламі 20-21 ст. перебував на етапі активного збирання тематичних експонатів.  Неузгодженість надходжень та їх  різна наукова та художня вартість — характерна риса початкових періодів усіх музейних закладів.
Пістрявість придбаного притаманна і фондам Російського музею лісу, адже розшуки і придбання необхідних і вартісних експонатів ще попереду. Найбільш слабка ділянка фондів — мала частина художніх творів з відображенням лісів (панно, картини, графічні твори), давно осілих в художніх музеях держави.
Кількість експонатів на 2010 рік - близько 8300 . Серед них  як традиційні музейні речі: історичні реліквії, документи, вартісні лісові колекції, так і  лісогосподарчий реманент, старі наукові прилади, лісові рослинні дива, архітектурні макети старовинних дерев'яних споруд Росії.

## Експозиція
Експозиція музею розташована на двох поверхах. Кожна з них має окремі розділи з відповідними назвами -
- «Храм лісу»
- «Государеве око»
- «Трактат про лісове господарство»
- «Росія дерев'яна»

- «Храм лісу» — розповідь про ліс як складну екологічну систему з висоти сучасних наукових знань.
- «Государеве око» — розповідь про спроби використання лісових масивів в давнину і зараз, перші спроби регулювання використання лісів з боку російських царів і імператорів.
- «Трактат про лісове господарство»  — розповідь про вивчення лісу, лісорозведення і  лісовідновлення, охорону та и захист лесів, про історію  розвитку російської науки про ліси, про історію розвитку лісівницької освіти в Росії.
- «Росія дерев'яна» - розділ, присвячений використанню деревини з доби російського середньовіччя, показ - на макетах архітектурних споруд, їх старовинних фрагментів та сільського дерев'яного реманенту.  Російська дерев'яна архітектура минулого представлена  макетами собору з дахом - шатро, дерев'яної фортеці, сільської російської ізби, дерев'яного млина. Все це доповнене  комп'ютерними слайдами за тематикою північної дерев'яної архітектури як найбільш яскравої сторінки російської середньовічної архітектури[3].